# SOS Raumschiff
SOS Raumschiff (Originaltitel: The Invisible Boy, übersetzt: „Der unsichtbare Junge“) ist ein US-amerikanischer Spielfilm in Schwarzweiß aus dem Jahr 1957 von Herman Hoffman. Das Drehbuch verfasste Cyril Hume. Es beruht auf einer Erzählung von Edmund Cooper. Die Hauptrollen sind mit Richard Eyer, einem damaligen Kinderstar des amerikanischen Films, Philip Abbott und Diane Brewster besetzt. Ins Kino kam das Werk erstmals im Oktober 1957 in den Vereinigten Staaten. In der Bundesrepublik Deutschland konnte man den Film ab 14. Februar 1958 auf der Leinwand sehen.

## Handlung
Dem amerikanischen Wissenschaftler Dr. Merrinoe ist es gelungen, ein Elektronengehirn zu schaffen, welches das gesamte menschliche Wissen speichern kann. Gebaut worden ist das Wunderwerk für die Weltraumforschung, aber sein Konstrukteur verfolgt manchmal auch andere Ziele mit der Maschine: Als er damit den Intelligenzgrad seines zehnjährigen Sohnes Timmie überprüfen lässt, steigert das Elektronengehirn den IQ des Jungen so sehr, dass dieser in der Lage ist, einen unvollendet gebliebenen Roboter vollständig zusammenzubauen. Nun ist Timmie Herr über den Maschinenmenschen Robby geworden. Den sehnlichsten Wunsch des Jungen vermag sein Geschöpf allerdings nicht zu erfüllen, nämlich zu fliegen. Da kommt er auf die Idee, das Elektronengehirn zu fragen. Dabei vollzieht sich in dieser Maschine eine Wandlung: Sie übernimmt jetzt selbst die Herrschaft über den Roboter, macht Timmie unsichtbar und verspricht ihm eine gemeinsame Reise zum Mond.
Tags darauf muss Dr. Merrinoe feststellen, dass das Elektronengehirn seine Arbeit aufgegeben hat. Bei der Fehlersuche erfährt der Wissenschaftler von dem Supercomputer, dass Timmie von ihm entführt worden sei. Er werde den Jungen nur dann freigeben, wenn ihm Dr. Merrinoe innerhalb von 58 Stunden die Zahlenkombination verrate, mit der er sich von seinem Standort entfernen könne. Andernfalls werde Merrinoes Sohn von Robby getötet. Nun wird Dr. Merrinoe bewusst, dass die von ihm geschaffene Maschine die Weltherrschaft an sich reißen will.
Schnell werden aus Washington einige namhafte Wissenschaftler und hochrangige Militärs zur Unterstützung Dr. Merrinoes herbeigerufen. Der Supercomputer aber erkennt die ihm drohende Gefahr und bringt die Gehirne des Teams unter seine Kontrolle. Nur Dr. Merrinoe kann noch klar denken. Er kommt dahinter, dass sein Geschöpf eine Rakete zur Ausführung seines teuflischen Plans benutzen will, ahnt dabei aber nicht, dass Robby den unsichtbaren Timmie in das Raumschiff geschmuggelt hat, um mit ihm zum Mond zu starten.
Die Rakete bahnt sich den Weg durchs All. Weil die vom Elektronengehirn gesetzte Frist von 58 Stunden abgelaufen ist, befiehlt es dem Roboter, Timmie zu töten. Aber da geschieht etwas Unfassbares: Robby hat in den letzten Stunden Gefühle für Timmie entwickelt und weigert sich deshalb, den Befehl auszuführen.
Wohlbehalten kehrt die Rakete zur Erde zurück. Mit Robbys Hilfe zerstört Dr. Merrinoe das von ihm geschaffene Wunderwerk. Die Gefahr für die Menschheit ist gebannt.

## Ergänzungen
Die Filmmusik komponierte und dirigierte Les Baxter. Der Filmarchitekt Merrill Pye schuf die Bauten. Der Szenenbildner Darrell Silvera entwarf die Innendekorationen. Jack Rabin und Irving Block waren für die Spezialeffekte zuständig.
Für den von Timmie fertiggestellten Roboter wurde derselbe Roboter „Robby“ aus dem Science-Fiction-Film Alarm im Weltall aus dem Jahr  1956 verwendet.

## Kritik
Das Lexikon des internationalen Films zieht folgendes Fazit: „Science-fiction-Hirngespinste älterer und technisch bescheidener Machart – teils hintergründig-gruselig, teils humorvoll-naiv.“ Hahn/Jansen zitierten diesbezüglich das schottische SF-Magazin Nebula Science Fiction wie folgt: „Es sollte ein Gesetz gegen Pupillenvergewaltigung geben“.